# Aéroport intercontinental de Querétaro
L'aéroport intercontinental Querétaro (espagnol : Aeropuerto Intercontinental de Querétaro, code IATA : QRO • code OACI : MMQT • code DGAC M. : QET) est un aéroport international situé dans les municipalités de Colón et El Marqués, dans l'État de Querétaro, au Mexique. Il gère le trafic aérien national et international de la ville de Santiago de Querétaro et peut également être utilisé comme aéroport de substitution pour l'aéroport international de Mexico. Il fait partie du Grupo Aeroportuario del Valle de México.
Il a remplacé l'aéroport international Fernando Espinoza Gutiérrez, qui n’est plus opérationnel depuis 2004. 
Le siège de la compagnie aérienne régionale TAR est situé ici. 
C'est l'un des aéroports dont la croissance est la plus rapide au pays, avec 1 024 023 passagers en 2018, soit une augmentation de 26,86 % par rapport à l'année précédente.

## Situation
| \| 500 km1:6 468 000 \| Acapulco Aguascalientes Huatulco Campeche Cancún Chetumal Chihuahua Ciudad · del Carmen Ciudad Juárez Ciudad · Obregón Ciudad · Victoria Colima Cozumel Culiacán Guanajuato Durango Guadalajara Hermosillo Ixtapa · Zihuatanejo La Paz San José · del Cabo Los Mochis Matamoros Mazatlán Mérida Mexicali Mexico B.J. Mexico F.A. Minatitlán Monterrey Morelia Nuevo · Laredo Oaxaca Playa · de Oro Puebla Puerto · Escondido Puerto · Vallarta Querétaro Reynosa San Luis · Potosí Tampico Tapachula Tepic Tijuana Tulum Toluca Torreón Tuxtla Gutiérrez Uruapan Veracruz Villahermosa Zacatecas |
| 500 km1:6 468 000 |

## Compagnies aériennes et destinations

### Passager
| Compagnies         | Destinations |
| ------------------ | --- |
| Aeroméxico Connect | Atlanta H.-Jackson, Détroit, Mexico-B. Juárez, Monterrey-M. Escobedo |
| American Eagle     | Dallas-Fort Worth |
| Magni              | En saison : Cancún |
| TAR Aerolineas     | - Acapulco-J. N. Álvarez, - Chihuahua-R. Fierro V, - Ciudad Juárez-A. González, - Durango, - Guadalajara-M. Hidalgo y Costilla, - Huatulco, - Hermosillo, - Ixtapa/Zihuatanejo, - Mérida C. Rejón, - Monterrey-M. Escobedo, - Oaxaca-Xoxocotlán, - Puerto Escondido, - Puerto Vallarta, - San Luis Potosí, - Tampico-F. J. Mina, - Torreón, - Veracruz-H. Jara |
| United Express     | Houston-George Bush |
| VivaAerobus        | Cancún, Monterrey-M. Escobedo |
| Volaris            | Cancún, Chicago-O'Hare, Chihuahua-R. Fierro V, Guadalajara-M. Hidalgo y Costilla, Puerto Vallarta, Tijuana-A. L. Rodríguez |

Édité le 21/06/2019

### Fret
| Compagnies                                              | Destinations |
| ------------------------------------------------------- | --- |
| AeroUnion                                               | Cincinnati |
| DHL Aviation                                            | Cincinnati, Guadalajara |
| FedEx                                                   | Memphis |
| Cargojet                                                | Hamilton, Dallas |
| Regional Cargo                                          | Cancún, Chihuahua, Ciudad Juárez, Guadalajara, Hermosillo, La Paz, Mérida, Mexico, Monterrey, Puebla, Tijuana, Villahermosa |
| Senator International operated by Air Atlanta Icelandic | Greenville, continues to Frankfurt-Hahn                                                                                     |

## Informations sur le transport terrestre

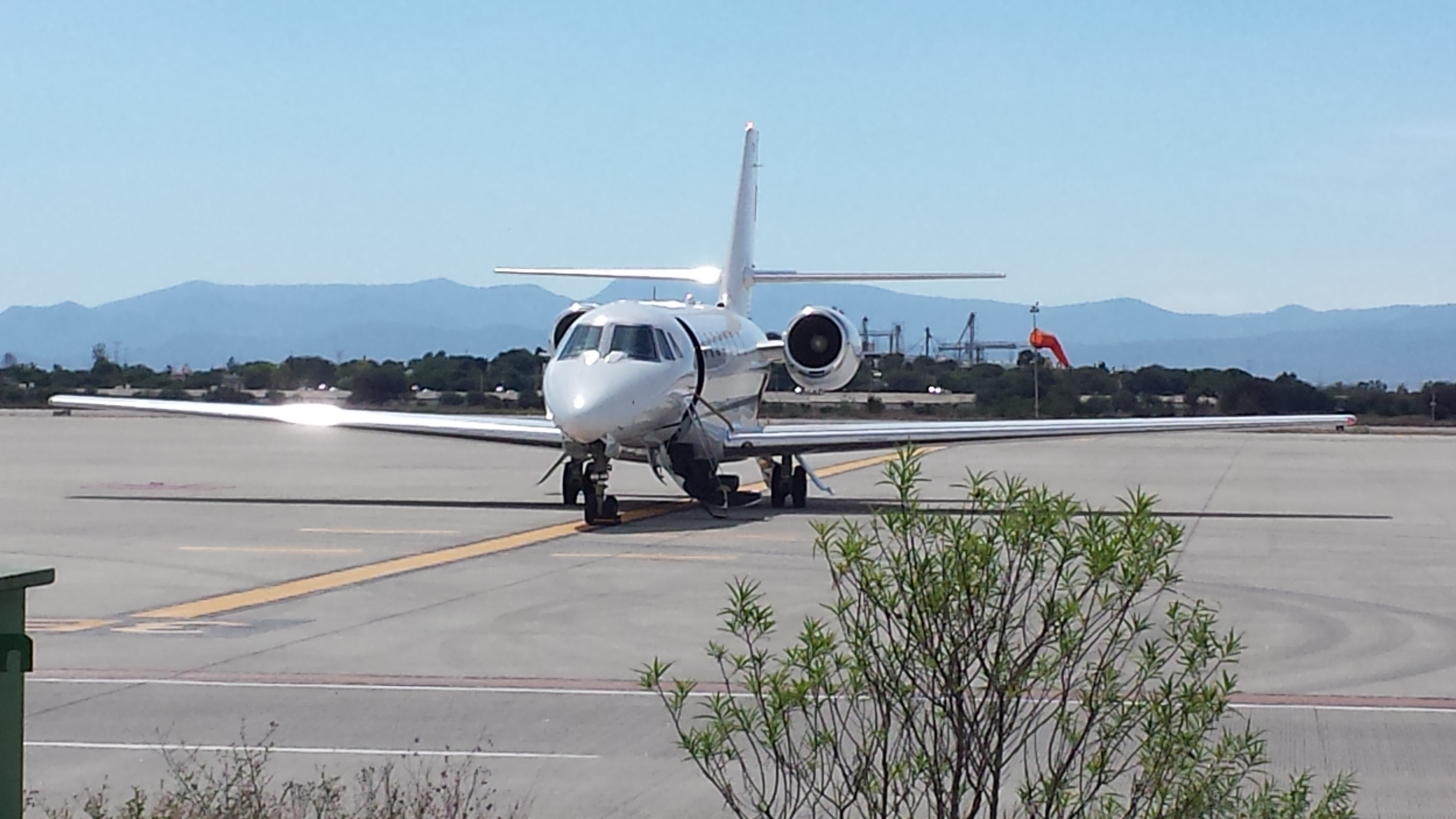
Avion typique à l'aéroport.

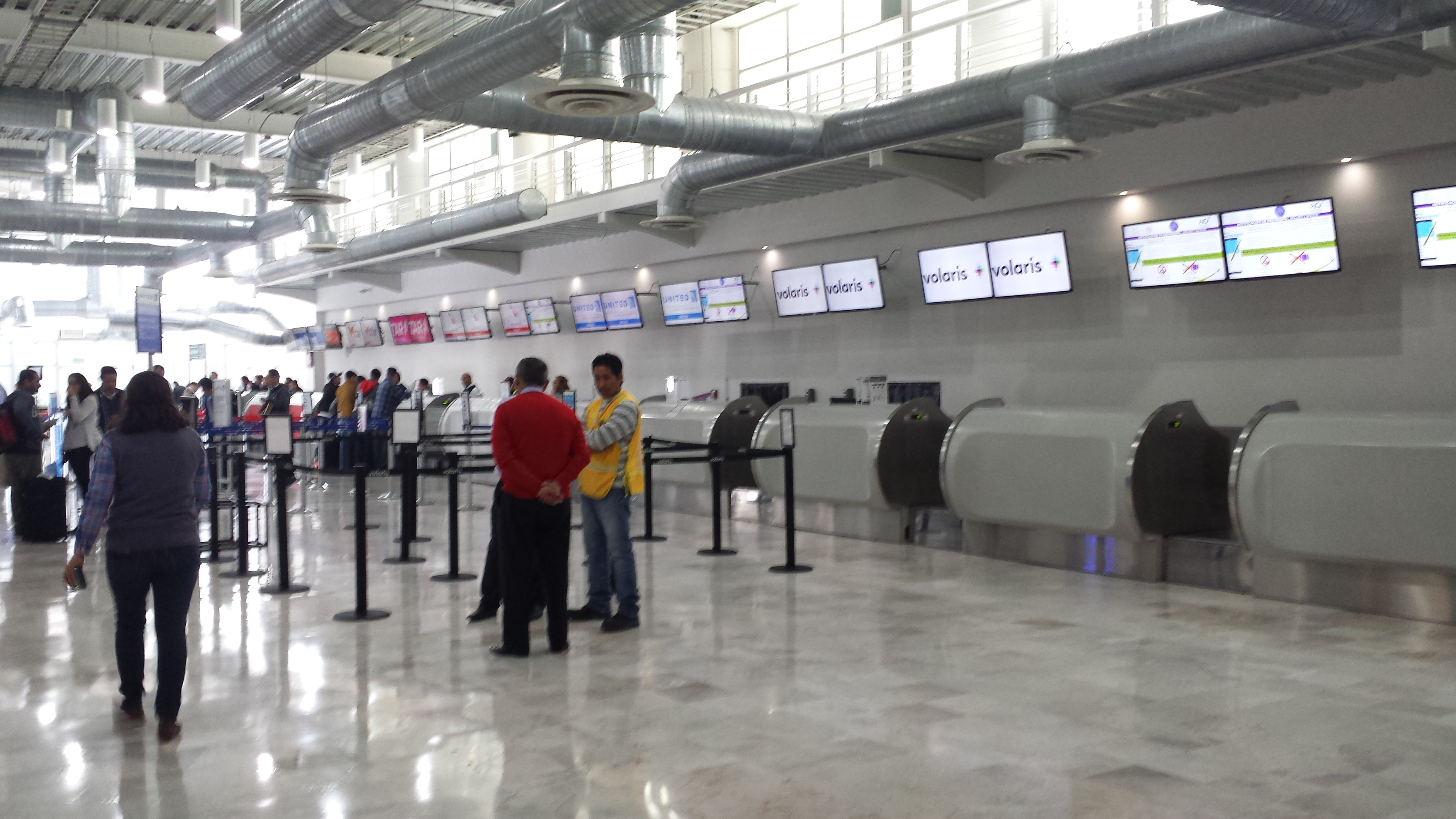
Comptoirs d'enregistrement à l'aéroport.

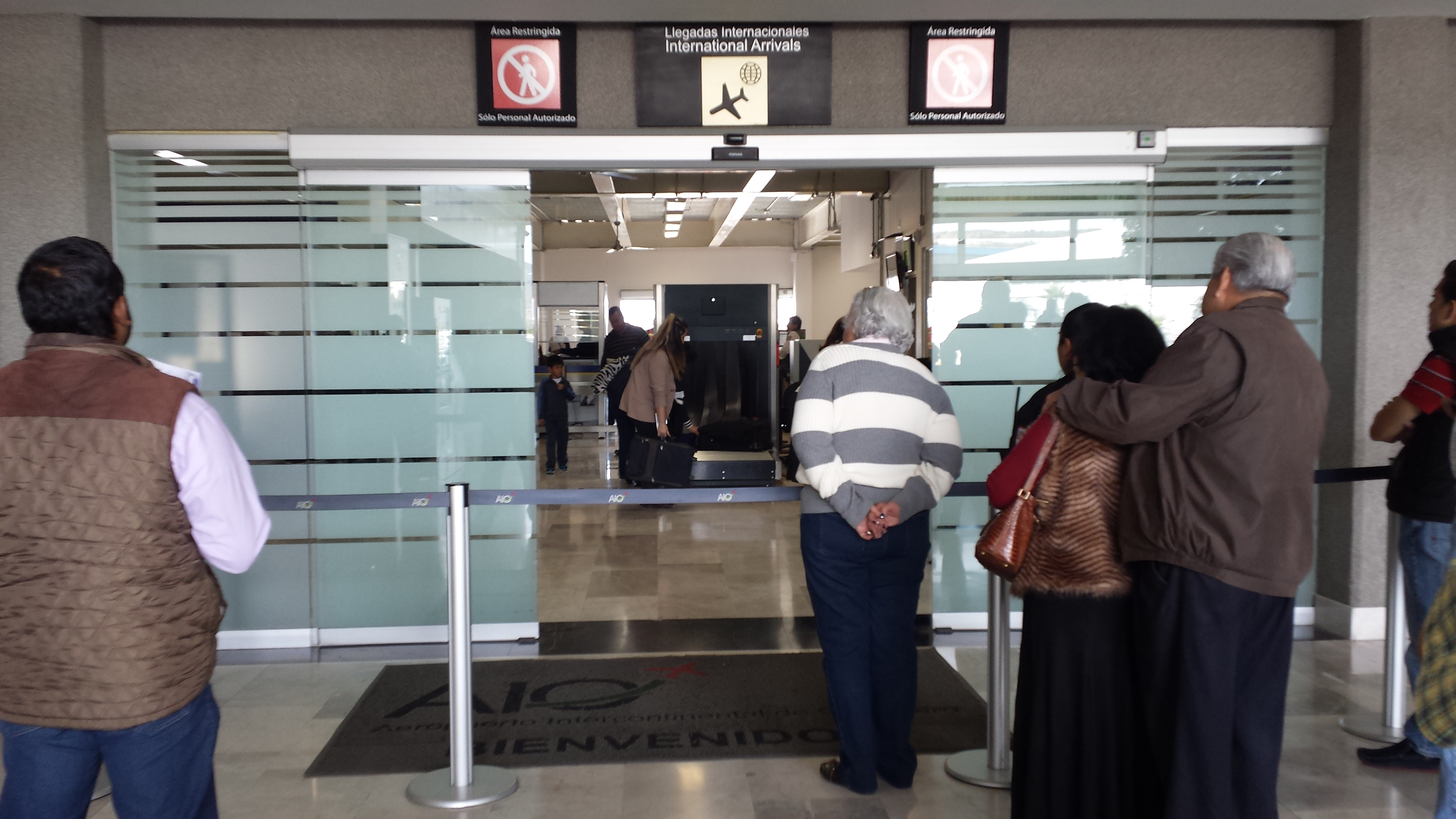
Zone des arrivées internationales.

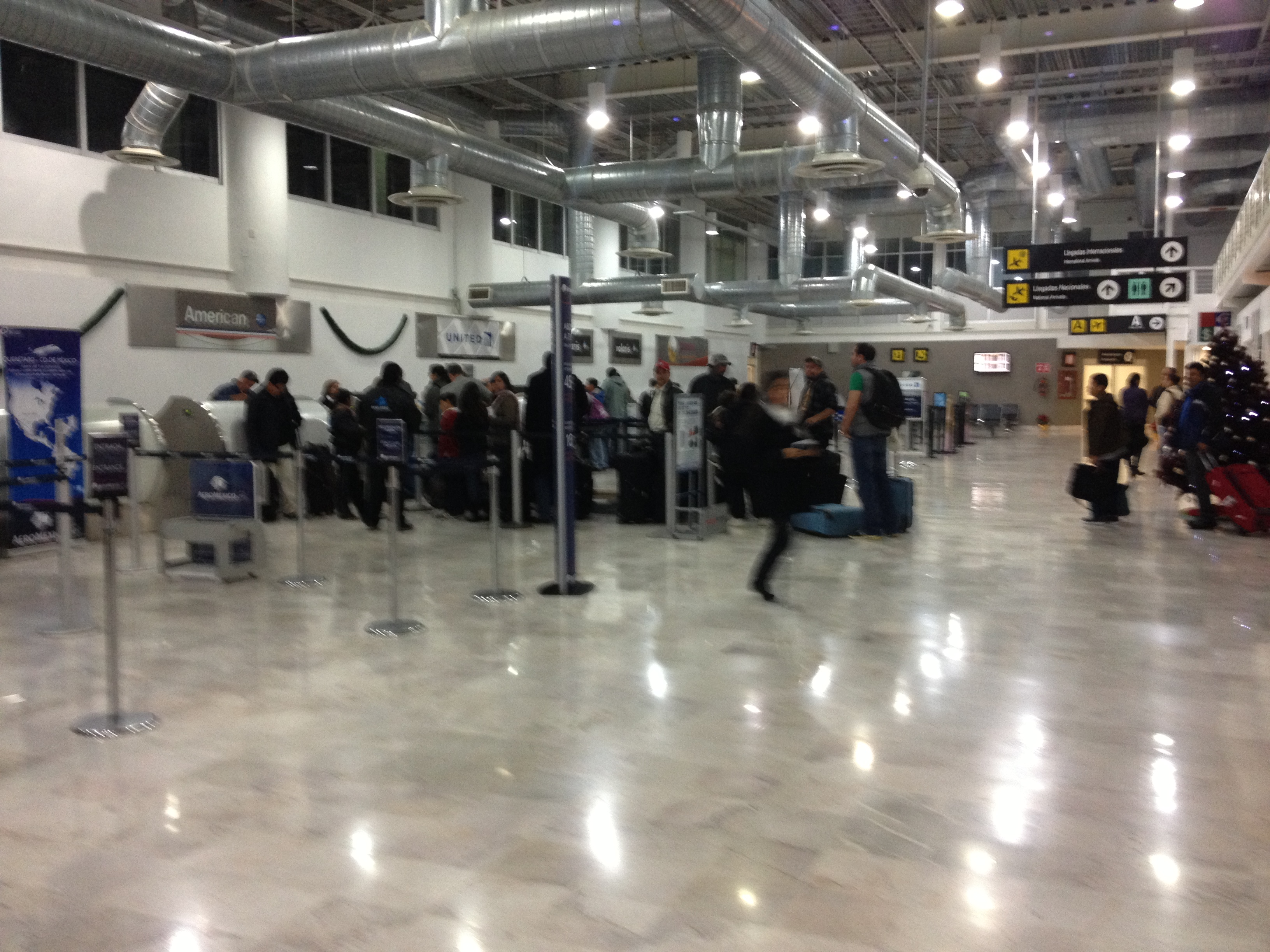
Couloir principal de l'aéroport.

- Taxi : les voyageurs souhaitant prendre un taxi ou une camionnette pour se rendre à Querétaro (environ 25 dollars US) et dans d’autres villes peuvent prendre le taxi de l’aéroport. Certains voyageurs ont déjà pris rendez-vous avec l'un des nombreux services de navette répertoriés sur les sites Web touristiques de San Miguel de Allende et de Guanajuato. Prix moyen environ 30 à 40 $ par personne.
- Location de voitures : Hertz et Budget ont des comptoirs de location à l'aéroport.
- Autobus interurbain : la méthode la moins chère pour voyager dans d'autres villes est l'autobus. Primera Plus (http://www.primeraplus.com.mx) avait un comptoir à l’aéroport, qui était fermé depuis un moment. Le trajet en taxi depuis l'aéroport jusqu'à Querétaro Centro (gare routière centrale) coûte environ 20 $. Depuis Centro, les voyageurs peuvent prendre un autre bus pour n’importe quelle partie du Mexique .

## Autres installations
Regional Cargo a son siège sur la propriété de l'aéroport et à Colón. L’université nationale aéronautique de Querétaro est implantée sur le terrain de l’aéroport. Le 31 août 2012, Aeromexico et Delta Air Lines ont annoncé la construction d'une base de maintenance à l'aéroport international de Querétaro. 

## Statistiques
Le graphique qui aurait dû être présenté ici ne peut pas être affiché car il utilise l'ancienne extension Graph, désactivée pour des questions de sécurité. Des indications pour créer un nouveau graphique avec la nouvelle extension Chart sont disponibles ici.

Voir la requête brute et les sources sur Wikidata.

### Itinéraires les plus fréquentés
| Rang | Ville                         | Passagers | Classement | Compagnie aérienne                    |
| ---- | ----------------------------- | --------- | ---------- | ------------------------------------- |
| 1    | Nuevo León , Monterrey        | 146 527   | Stable     | Aeroméxico Connect, TAR, Viva Aerobus |
| 2    | État de Mexico , Mexico       | 59 960    | Stable     | Aeroméxico Connect                    |
| 3    | Quintana Roo , Cancún         | 59 123    | Stable     | Magni, Viva Aerobus, Volaris          |
| 4    | Basse-Californie , Tijuana    | 23 910    | Stable     | Volaris                               |
| 5    | Jalisco , Guadalajara         | 20 510    | Stable     | TAR                                   |
| 6    | Chihuahua , Chihuahua         | 15 763    | 1          | TAR                                   |
| 7    | Coahuila , Torreón            | 7 340     | 1          | TAR                                   |
| 8    | Guerrero , Ixtapa-Zihuatanejo | 4 616     | Stable     | TAR                                   |
| 9    | Oaxaca , Huatulco             | 3 322     | Stable     | TAR                                   |
| 10   | Guerrero , Acapulco           | 3 299     | 1          | TAR                                   |

| Rang | Ville                          | Passagers | Classement | Compagnie aérienne |
| ---- | ------------------------------ | --------- | ---------- | ------------------ |
| 1    | United States , Houston        | 64 650    | Stable     | United Express     |
| 2    | United States , Dallas         | 39 846    | Stable     | Aigle américain    |
| 3    | United States , Atlanta        | 24 528    | 2          | Aeroméxico Connect |
| 4    | United States , Chicago        | 10 985    | 1          | Volaris            |
| 5    | United States , Detroit        | 2 623     | 1          | Aeroméxico Connect |
| 6    | United States , Los Angeles    | 741       | 2          | Volaris            |
| 7    | United States , San Antonio    | 51        | Stable     |                    |
| 8    | United States , Corpus Christi | 47        | Stable     |                    |